# Gerberoy
Gerberoy é uma comuna francesa na região administrativa de Altos da França, no departamento de Oise. Estende-se por uma área de 4.51 km². Em 2010 a comuna tinha 90 habitantes (densidade: 20 hab./km²).